# モディリアーニにお願い
『モディリアーニにお願い』（モディリアーニにおねがい）は、相澤いくえによる日本の漫画。小学館の『ビッグコミック増刊号』に2014年12月17日号から2020年12月17日号まで連載された。また、『ビッグコミック』本誌でも2017年から2018年にかけて不定期で出張掲載された。
舞台は「バカでも入れる」東北の山の中にある小さな美大。壁画の千葉、日本画の本吉、洋画の藤本の成長物語。

## 登場人物
千葉幸太
美大生。学年に3人の男子の内の一人。壁画を専攻。理屈ではなく感情で行動することが多い。前向きで明るい性格で悩みながらも作品には常に一生懸命取り組んでいる。
藤本ゆうき
美大生。学年に3人の男子の内の一人。絵画を専攻。自己評価が低く、周りの才能に圧倒されて落ち込んだり、徹夜で作業して倒れたり、思い悩むことが多い。彼女がいる。
本吉響
美大生。学年に3人の男子の内の一人。日本画を専攻。あだ名は「もっくん」。1年留年しているため、千葉、藤本より年上。コンペで入賞したり、絵が売れたり、評価が高く「天才」ともいわれる。津波により家も家族も失っており心に深い傷を持っている。

## 書誌情報
- 相澤いくえ『モディリアーニにお願い』小学館〈ビッグコミックス〉、全5巻
  1. 2016年10月28日発売 ISBN 978-4-09-187894-6
  2. 2017年8月30日発売 ISBN 978-4-09-189631-5
  3. 2018年9月28日発売 ISBN 978-4-09-860083-0
  4. 2019年7月30日発売 ISBN 978-4-09-860370-1
  5. 2021年1月29日発売 ISBN 978-4-09-860844-7

## 受賞
- 第21回 文化庁メディア芸術祭マンガ部門・審査委員会推薦作品（2018年）